# Władimir Fortow
Władimir Jewgieniewicz Fortow (ros. Владимир Евгеньевич Фортов; ur. 23 stycznia 1946 w Nogińsku, zm. 29 listopada 2020 w Moskwie) – rosyjski fizyk i polityk, wicepremier Federacji Rosyjskiej (1996–1998), prezydent Rosyjskiej Akademii Nauk (2013–2017), zasłużony pracownik oświaty Rosji (1996), zasłużony inżynier Rosji (2000).

## Życiorys
Absolwent Moskiewskiego Instytutu Fizyczno-Technicznego. W latach 1971–1986 pracował w oddziale Instytutu Chemii Fizycznej AN ZSRR w Czernogołowce. Od 1986 do 1992 kierował wydziałem w Instytucie Wysokich Temperatur AN ZSRR, także po przemianowaniu na Zjednoczony Instytut Wysokich Temperatur Rosyjskiej Akademii Nauk. W latach 1999–2007 kierował w nim Instytutem Fizyki Cieplnej Warunków Ekstremalnych. Od 2007 do 2017 stał na czele całego Instytutu. W 1987 został wybrany na członka korespondenta Akademii Nauk ZSRR, w 1991 – na członka rzeczywistego RAN. W latach 1996–2001 sprawował funkcję wiceprezydenta Rosyjskiej Akademii Nauk, 2002–2013 – sekretarza jej Wydziału Energetyki, Budowy Maszyn, Mechaniki i Zarządzania, 2013–2017 – prezydenta RAN. Był członkiem Europejskiej Akademii Nauk (od 1998), Międzynarodowej Akademii Astronautyki (od 2000) i Narodowej Akademii Nauk USA (od 2014). W latach 1996–1998 piastował urząd wicepremiera Federacji Rosyjskiej, który łączył kolejno z funkcją przewodniczacego Państwowego Komitetu ds. Nauki i Technologii oraz teką ministra nauki i technologii. Od 1998 do 2005 był przewodniczącym Komisji Federacji Rosyjskiej ds. UNESCO.
Był wyróżniony m.in. Nagrodą Państwową ZSRR (1988), Nagrodą Państwową Federacji Rosyjskiej (1997), Nagrodą Rządu FR (1997, 1999, 2003, 2010), orderem Legii Honorowej (2006), Orderem Aleksandra Newskiego (2013), Orderem „Za zasługi dla Ojczyzny” I klasy (2017), złotym medalem UNESCO im. Einsteina (2004). W 1999 został honorowym obywatelem Nogińska. W 1994 jego imieniem nazwano planetoidę (3813) Fortov.
Zmarł na COVID-19. Został pochowany na Cmentarzu Nowodziewiczym w Moskwie.
Do jego zainteresowań naukowych należały: fizyka ekstremalnie wysokich temperatur i ciśnień, fizyka gęstej plazmy i gazodynamika fizyczna. Zajmował się projektowaniem systemów ochronnych sztucznych satelitów i sond kosmicznych. Opracowywał metody badania odporności obiektów energetycznych na wpływy elektromagnetyczne. Rezultaty jego prac znalazły zastosowanie w technice rakietowej i obronnej.